# Municipio de Washington (condado de LaPorte)
El municipio de Washington (en inglés, Washington Township) es un municipio ubicado en el condado de LaPorte, Indiana, Estados Unidos. Según el censo de 2020, tiene una población de 1211 habitantes.

## Geografía
Está ubicado en las coordenadas 41°31′41″N 86°39′3″O / 41.52806, -86.65083. Según la Oficina del Censo de los Estados Unidos, tiene una superficie total de 69.52 km², de la cual 69.50 km² corresponden a tierra firme y 0,02 km² son agua.

## Demografía
Según el censo de 2020, hay 1211 personas residiendo en la zona. La densidad de población es de 17.4 hab./km². El 90.75 % de los habitantes son blancos, el 0.25 % son afroamericanos, el 0.83 % son amerindios, el 0.25 % son asiáticos,el 1.24 % son de otras razas y el 6.69 % son de una mezcla de razas. Del total de la población, el 3.55 % son hispanos o latinos de cualquier raza.